# Żwanowice
Żwanowice – część wsi Rzepowo w Polsce, położona w województwie kujawsko-pomorskim, w powiecie inowrocławskim, w gminie Kruszwica, w pobliżu Kruszwicy. Wchodzi w skład sołectwa Rzepowo.

## Podział administracyjny
W latach 1975–1998 Żwanowice należały administracyjnie do województwa bydgoskiego.